# Jan van Adrichem
Joannes Nicolaas Maria (Jan) van Adrichem (Nootdorp, 5 april 1956) is een Nederlands kunsthistoricus en hoogleraar emeritus aan de Universiteit Utrecht.

## Biografie
Van Adrichem studeerde aan de Gerrit Rietveld Academie (waarvan hij in 2016 een geschiedenis publiceerde) en later kunstgeschiedenis aan de Universiteit van Amsterdam. Hij promoveerde daar op 27 april 1994 met The introduction of modern art in Holland, Picasso as pars pro toto, 1910-1946 bij prof. dr. Evert van Uitert. In 1988 werd hij door de gemeente Rotterdam aangesteld als stadsconservator waarbij hij de opdracht kreeg om jaarlijks een representatieve keuze aan te kopen van contemporaine Rotterdamse kunstenaars; daarvan verscheen tevens een catalogus. In 2006 werd hij aangesteld als hoofd collecties bij het Stedelijk Museum Amsterdam. Per 1 juni 2009 werd hij benoemd tot kernhoogleraar moderne en eigentijdse kunst aan de Universiteit van Utrecht; per 22 september 2011 ging hij daar met emeritaat.
Prof. dr. J.N.A. van Adrichem bleef ook daarna over moderne kunst publiceren. Hij publiceerde met name over kunstbeleid en kunstaankoopbeleid van overheden. Daarnaast werkte hij mee aan vele tentoonstellingen en de bijbehorende catalogi. Hij heeft ook bijgedragen aan verscheidene boeken over Philip Akkerman en over Lodewijk Schelfhout. Hij schreef een monografie over de kunstenaar Jaap Ploos van Amstel (1926-2022) van wie hij zelf les had gehad.